# Anzia tianjarana
Anzia tianjarana är en lavart som beskrevs av Yoshim. & Elix. Anzia tianjarana ingår i släktet Anzia och familjen Parmeliaceae.   Inga underarter finns listade i Catalogue of Life.